# Tachikawa
Tachikawa (立川市?) è una città giapponese conurbata in Tokyo.